# مالي في الألعاب الأولمبية الصيفية 2020
شاركت مالي في دورة الألعاب الأولمبية الصيفية لعام 2020 في طوكيو. التي كان من المقرر في الأصل أن تقام في الفترة من 24 يوليو إلى 9 أغسطس 2020، إلا أنها تأجّلت إلى 23 يوليو إلى 8 أغسطس 2021، بسبب جائحة فيروس كورونا. منذ بداية مشاركة مالي لأول مرة عام 1964، شارك الرياضيون الماليون في كل نسخة من دورة الألعاب الأ ولمبية الصيفية، باستثناء الألعاب الأولمبية الصيفية لعام 1976 في مونتريال بسبب المقاطعة الأفريقية.

## المنافسون
فيما يلي قائمة بعدد المتنافسين في الألعاب من مالي:
| الرياضة     | رجال | نساء | المجموع |
| ----------- | ---- | ---- | ------- |
| ألعاب القوى | 1    | 1    | 2       |
| السباحة     | 1    | 0    | 1       |
| التايكوندو  | 1    | 0    | 1       |
| المجموع     | 3    | 1    | 4       |

## ألعاب القوى
حصلت مالي على دعوة عالمية من الاتحاد الدولي لألعاب القوى لإرسال لاعبين اثنين (رجل وامرأة) إلى الأولمبياد.
فعاليات المضمار والطرق
| اللاعب        | المنافسة      | الدور التمهيدي | الدور التمهيدي | الدور 1  | الدور 1  | نصف النهائي | نصف النهائي | النهائي  | النهائي  |
| اللاعب        | المنافسة      | النتيجة        | المركز         | النتيجة  | المركز   | النتيجة     | المركز      | النتيجة  | المركز   |
| ------------- | ------------- | -------------- | -------------- | -------- | -------- | ----------- | ----------- | -------- | -------- |
| فودي سوسوكو   | 200 متر رجال  | —              | —              | 21.00    | 5        | لم يتأهل    | لم يتأهل    | لم يتأهل | لم يتأهل |
| دجينيبو دانتي | 100 متر سيدات | 12.12 SB       | 4              | لم تتأهل | لم تتأهل | لم تتأهل    | لم تتأهل    | لم تتأهل | لم تتأهل |

## السباحة
تلقت مالي دعوة عالمية من الاتحاد الدولي للسباحة لإرسال سبّاح ذكر من الأوائل على المستوى الدولة في المنافسات الفردية التي يختص بها إلى الأولمبياد، بناءً على نظام النقاط الذي اعتمده الاتحاد في 28 يونيو 2021.
| الرياضي        | المنافسة       | المرحلة التمهيدية | المرحلة التمهيدية | الدور قبل النهائي | الدور قبل النهائي | النهائيات | النهائيات |
| الرياضي        | المنافسة       | الزمن             | المركز            | الزمن             | المركز            | الزمن     | المركز    |
| -------------- | -------------- | ----------------- | ----------------- | ----------------- | ----------------- | --------- | --------- |
| سيباستيان كوما | 100 م صدر رجال | 1: 02.84          | 44                | لم يتأهل          | لم يتأهل          | لم يتأهل  | لم يتأهل  |

## التايكوندو
شاركت مالي بلاعبٍ واحد في مسابقة التايكواندو في الألعاب. حصل سيدو فوفانا على فرصة المشاركة في فئة الوزن الخفيف للرجال (68 كغ) والذي كان قد حلّ في المركزين الأول والثاني في بطولة التصفيات الأفريقية 2020 في الرباط، المغرب.
| الرياضي     | المنافسة    | التأهيل                                    | دور 16          | الدور ربع النهائي | الدور نصف النهائي | الملحق 1                              | الملحق 2        | النهائي/ BM     | النهائي/ BM |
| الرياضي     | المنافسة    | المنافس النتيجة                            | المنافس النتيجة | المنافس النتيجة   | المنافس النتيجة   | المنافس النتيجة                       | المنافس النتيجة | المنافس النتيجة | المركز      |
| ----------- | ----------- | ------------------------------------------ | --------------- | ----------------- | ----------------- | ------------------------------------- | --------------- | --------------- | ----------- |
| سيدو فوفانا | 68 كغم رجال | أولوغبيك راشيتوف (أوزبكستان) · L 17–38 PTG | لم يتأهل        | لم يتأهل          | لم يتأهل          | لي داي-هوون (كوريا الجنوبية) · L 9–11 | لم يتأهل        | لم يتأهل        | لم يتأهل    |